# Pierdavide De Cillis
Pierdavide De Cillis (Bisceglie, 25 febbraio 1977 – Herat, 28 luglio 2010) è stato un militare italiano decorato di Medaglia d'oro al Valor Militare.

## Biografia
Nasce a Bisceglie il 25 febbraio 1977, arruolandosi a 18 anni come volontario nell'Esercito Italiano. Presta servizio nel 21° reggimento genio guastatori in qualità di artificiere, partecipando 7 missioni internazionali tra Afghanistan, Iraq, Albania e Kosovo.
Nel 2010 viene impiegato nell'ambito della missione ISAF nei pressi di Herat, e il 28 luglio anche se a riposo viene chiamato per bonificare un ordigno esplosivo appena rinvenuto in un villaggio riuscendo a disinnescarlo, tuttavia venuto a conoscenza di un secondo ordigno presente in procinto di esplodere si getta sull'ufficiale addetto alla raccolta delle prove facendo da scudo morendo sul colpo riuscendo però a preservare le prove nonché a salvare l'ufficiale.
Viene sepolto nel cimitero di Bisceglie e il 15 ottobre 2010 gli viene concessa dal Presidente della Repubblica Italiana Giorgio Napolitano la croce d'onore per le vittime di atti di terrorismo in operazioni militari internazionali, mentre il 5 aprile 2012 dallo stesso gli viene concessa la medaglia d'oro al Valor Militare alla memoria.
Gli è stata intitolata una base logistica a Bacoli e un monumento dentro la base "Camp Arena" di Herat.

### Vita privata
Viveva a San Marco Evangelista con la figlia di 3 anni e la moglie Katia De Lucia che era in attesa del secondo figlio e che in seguito chiamerà Pierdavide.